# Maria Szypowska (1904–1999)
Maria Szypowska, właściwie Marie, z domu Guyot (ur. 22 listopada 1904 w Ornans, zm. 25 września 1999 w Warszawie) – nauczycielka języka francuskiego, autorka podręczników do języka francuskiego, tłumaczka.

## Życiorys
Jej matka, Marguerite Guyot, nauczycielka liceum w Bourges, za działalność pedagogiczną została odznaczona Palmami Akademii Francuskiej. W czasie I wojny światowej była sanitariuszką w szpitalu polowym. Uczestniczyła w pracach Towarzystwa Przyjaciół Polski w Bourges kierowanego przez działaczkę na rzecz odzyskania przez Polskę niepodległości, francuską poetkę Rosę Bailly. Ojciec był przedsiębiorcą.
Maria Szypowska, dzieciństwo i młodość spędziła w Bourges. Po ukończeniu liceum żeńskiego w tym mieście, studiowała na Sorbonie na Wydziale Historii Literatury. Pracę obroniła w 1926 r. W Bourges poznała swojego przyszłego męża, podpułkownika Jana Szypowskiego (jako delegat Wojska Polskiego negocjował dostawy uzbrojenia), bohatera powstania warszawskiego (pseud. „Leśnik”), szefa uzbrojenia Komendy Głównej Armii Krajowej („Leśnictwo”). 
W 1929 przeniosła się z mężem na stałe do Polski. Od 1945 zajmowała się pracą pedagogiczną, ucząc języka francuskiego i angielskiego w szkołach średnich Warszawy. W latach 1958–1973 uczyła języka francuskiego w II Liceum Ogólnokształcącym im. Stefana Batorego w Warszawie. Jej uczniowie to m.in. Nina Andrycz, Daniel Olbrychski. Po przejściu na emeryturę wykładała na Uniwersytecie trzeciego wieku. Miała czworo dzieci. 
Maria Szypowska jest autorką podstawowego podręcznika do samodzielnej nauki języka francuskiego Język francuski dla początkujących oraz współautorką podręczników i opracowań lektur szkolnych w tym języku. 
Została pochowana na cmentarzu Powązkowskim w Warszawie (kwatera 116-6-8).

## Ordery i odznaczenia
- Order Palm Akademickich[7],
- Złoty Krzyż Zasługi[7].

## Twórczość
- F. Jungman, M. Szypowska, T. Woźnicki, Poradnik metodyczny do podręcznika języka francuskiego Notre classe de francais kl. 8, Państwowe Zakłady Wydawnictw Szkolnych Warszawa 1959,
- Język francuski dla początkujących, Wiedza Powszechna, Warszawa,
- Lucjan Grobelak, Maria Szypowska, Faisons des affaires avec les Francais : dla kl. III liceum ekonomicznego WSiP, Warszawa 1978,
- Lucjan Grobelak, Maria Szypowska, La France et les Français : podręcznik języka francuskiego dla kl. 3 liceum ogólnokształcącego, Warszawa PZWS,
- Helena Majczyńska, Maria Szypowska, Bretagne et Normandie, WSiP, Warszawa 1975, wydanie 4.,
- Helena Majczyńska, Maria Szypowska, Paris, PZWS, Warszawa 1972,
- Wacław Sienicki, Maria Szypowska Français : podręcznik języka francuskiego dla lektoratów studiów nauczycielskich, PZWS Warszawa 1967,
- Crainquebille / Anatole France ; adapté par Marie Szypowska, WSiP Warszawa 1975,
- opracowanie językowe Maria Szypowska: Hector Malot Sans famille, PZWS Warszawa, 1967,
- opracowanie językowe Maria Szypowska: Jules Verne Le Tour du Monde en 80 Jours, PZWS, Warszawa 1964.